# North Cove (Grahamland)
Die North Cove (englisch für Nordbucht) ist eine Nebenbucht der Porphyry Cove an der Danco-Küste im Westen des Grahamlands auf der Antarktischen Halbinsel. Sie liegt auf der Nordseite der Coughtrey-Halbinsel und nordöstlich der argentinischen Almirante-Brown-Station.
Polnische Wissenschaftler benannten sie 1999.